# Encarna Conde
Encarna Conde es una activista por los derechos de los discapacitados nacida en El Puerto de Santa María (Cádiz) en 1960. 

## Biografía
Con solo 5 años se le diagnosticó ataxia, una rara enfermedad nerviosa que hace perder progresivamente la coordinación de los miembros del cuerpo y también del habla. Durante toda su vida ha luchado por los derechos de las personas con discapacidad, especialmente del colectivo femenino y por la eliminación de las barreras arquitectónicas.
En 1991 fundó, junto a otras personas la Asociación Andaluza de Ataxias Hereditarias (ASADAHE).
En el año 2005, tras una dilatada trayectoria fue elegida presidenta de la Federación Andaluza de Asociaciones de Afectados de Ataxia. 
En el año 2006 protagoniza 'Rompiendo Barreras' una película porno reivindicativa, que tomó notoriedad por ser la primera que incluía una actriz con discapacidad. La noticia tuvo una gran repercusión y fue referenciada en medios de todo el mundo.